# Lissodynerus philippinensis
Lissodynerus philippinensis är en stekelart som först beskrevs av Schulthess 1934.  Lissodynerus philippinensis ingår i släktet Lissodynerus och familjen Eumenidae. Inga underarter finns listade i Catalogue of Life.